# 馬瓜エブリン
馬瓜 エブリン（まうり エブリン、1995年6月2日 - ）は、日本の女子バスケットボール選手。ENEOSサンフラワーズ所属。ポジションはCF。180cm。
実妹である馬瓜ステファニーもバスケットボール選手。

## 経歴
愛知県豊橋市でガーナ出身の両親の間に生まれ、愛知郡東郷町で育つ。14歳のときに日本代表として国際大会に出場するために、家族で日本国籍を取得した（未成年の馬瓜姉妹だけ帰化することは制度上できず、一家で帰化するしかなかった）。
東郷中学校卒業後に進学した桜花学園高校で高校三冠獲得、U-17日本代表にも選出され世界選手権ベスト4。
2014年、アイシン・エィ・ダブリュ ウィングス（現：アイシン ウィングス）に加入。同年にはアジア競技大会に出場する日本代表にも選ばれた。
2017年、トヨタ自動車アンテロープスに移籍。妹である馬瓜ステファニーも新人としてトヨタに加入している。
トヨタ内での高校の先輩、2学年上は三好南穂、ヒルライアン。
1学年上は河村美幸。
トヨタ自動車でWリーグ2020-21シーズン、2021-22シーズンの優勝メンバーとなった。
2022-23シーズンは、1シーズンどこのチームにも所属せず休養に充てることを自らのTwitterで発表した。
2022年8月、ステファニーとともに独自の3x3大会を開催。
2023年1月、前年10月より芸能事務所・ワタナベエンターテインメントに所属していたことが明らかになった。
2023年6月1日、デンソーアイリス加入。
2023年12月11日付でWリーグ所属選手が正会員として入会した日本バスケットボール選手会の副会長に就任。

## 日本代表歴
- 2012 U-17世界選手権
- 2014 アジア競技大会3位
- 2017 アジアカップ優勝
- 2018 ワールドカップ9位
- 2019 FIBAアジアカップ優勝
- 2020 FIBA東京2020予選大会
- 2021 東京オリンピック準優勝 - 1試合平均5.8得点
- 2024 パリオリンピック世界最終予選

## 人物
- 日本生まれ日本育ちのため、日本語が母語であるが、両親とは英語で会話していたため一般的な日本人よりは話せる[14]。
- 2023年FIBAバスケットボール・ワールドカップではテレビ朝日の専属解説者として出演した[15]。
- NHK総合テレビジョンサンデースポーツの準レギュラーとして2023年4月から出演しているが、デンソーでの現役復帰後も、試合日程に支障をきたさなければ出演する意向を示している。

## ドキュメンタリー
- テレメンタリー2021「東京の日の丸〜馬瓜エブリン 26歳〜」（2021年8月、名古屋テレビ制作）[16]